# EMP Merchandising
EMP Merchandising, également désignée sous le nom de EMP Merchandising Handelsgesellschaft mbH, Large Popmerchandising ou  encore Suède Rock Shop, est une entreprise allemande de vente par correspondance qui distribue un catalogue trimestriel à ses clients.  
Dans un rapport de 2003 de la chambre de commerce Osnabrück, EMP est considéré comme la plus grande entreprise de vente par correspondance dans le domaine du heavy metal et du hard rock en Allemagne.

## Historique
Fondée en 1986 par Frank Janetzky et Felix Lethmate, l’entreprise est basée en Basse-Saxe à Lingen en Allemagne, avec des affiliations dans toute l’Europe.
En 2007, plus de 240 personnes étaient employées par la société. EMP commercialise des CD et d’autres marchandises telles que des vêtements et autres accessoires de Rock et Heavy-Metal. L’entreprise expédie ses articles en Allemagne, en Autriche, en Suisse, en Finlande, en Italie, en France, en Espagne, au Royaume-Uni, aux Pays-Bas (sous le nom de Large Popmerchandising) et en Suède (sous le nom de Suède Rock Shop).
De plus, en 2007 l’entreprise a reçu le prix Echo en tant que partenaire commercial de l’année.